# Robert Lockwood Jr.
Robert Lockwood Jr. (Turkey Scratch vagy Marvell, 1915. március 27. – Cleveland, 2006. november 21.), amerikai delta blues gitáros. Clevelandben egy utcát is elneveztek el róla.

## Pályafutása
Apja templomában nyolcéves orgonálni kezdett. A gitározásba tizenegy évesen fogott; Robert Johnson tanította, aki egy ideig Lockwood édesanyjával élt.
Először utcazenész volt, majd lülönböző bárokban játszott. Az 1940-es években már Muddy Watersszel, B.B. Kinggel is játszott. Az 1950-es években Chicagóban Sonny Boy Williamson II, Sunnyland Slim, Roosevelt Sykes, Howlin’ Wolf és mások voltak zenésztársai.
Az 1960-as évekbent Clevelandbe költözött és bluesklubokban játszott, vagy Johnny Shines-szal turnézva járta az országot.

## Lemezek

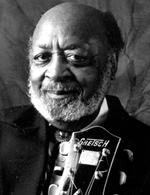

- 1941: Négy kislemez: Bluebird Records
- 1970: Steady Rollin' Man
- 1974: Contrasts
- 1975: Blues Live in Japan
- 1977: Does 12
- 1979: Hangin' On
- 1980: Mr. Blues Is Back to Stay
- 1982: Plays Robert and Robert
- 1991: What's the Score?
- 1998: I Got to Find Me a Woman
- 1999: Blues Live, Vol. 2
- 2000: Delta Crossroads
- 2002: Ramblin' On My Mind
- 2003: Swings in Tokyo: Live at the Park Tower Blues Festival
- 2003: Complete: Trix Records
- 2004: The Legend Live
- 2009: Steady Rollin' Man

## Díjak
- 2008: Grammy-díj (Traditional Blues Album)
- 1989: Blues Hall of Fame
- Hétszeres W.C. Handy Blues Music Award győztes[9]